# Geir Lippestad
Geir Lippestad, född 7 juni 1964, är en norsk jurist, bland annat känd som Anders Behring Breiviks försvarsadvokat efter terrorattentaten i Norge 2011.
Lippestad avlade 1990 juridisk examen vid Universitetet i Oslo. Lippestad representerade Ole Nicolai Kvisler, som 2002 dömdes till 17 års fängelse för mordet på Benjamin Hermansen. Han är arbetande delägare i advokatkontoret Lippestad AS. Firman specialiserar sig på att bistå organisationer juridiskt. Geir Lippestad har varit medlem i Arbeiderpartiet. Han har varit partiets vice ordförande i Oslostadsdelen Nordstrand. Han var ersättare i det statliga förvaltningsorganet Pasientskadenemnda och generalsekreterare i handikappförbundet Hørselshemmedes Landsforbund. 
Geir Lippestad är gift och har fyra barn.

## Anders Behring Breivik
I juli 2011 utnämndes Lippestad till Anders Behring Breivik försvarsadvokat. Breivik önskade själv Lippestad som försvarare. Rättegången mot Breivik inleddes den 16 april 2012. Ytterligare tre jurister från Lippestad AS biträdde Breivik.